# Provincia di Chaiyaphum
La provincia di Chaiyaphum si trova in Thailandia e fa parte del gruppo regionale della Thailandia del Nordest. Si estende per 12.778 km², ha 1.124.654 abitanti ed il capoluogo è il distretto di Mueang Chaiyaphum. La città principale è Chaiyaphum.

## Geografia antropica

### Suddivisioni amministrative
La provincia è suddivisa in 16 distretti (amphoe). Questi a loro volta sono suddivisi in 124 sottodistretti (tambon) e 1393 villaggi (muban).
| 1. Mueang Chaiyaphum 2. Ban Khwao 3. Khon Sawan 4. Kaset Sombun 5. Nong Bua Daeng 6. Chatturat 7. Bamnet Narong 8. Nong Bua Rawe | 1. Thep Sathit 2. Phu Khiao 3. Ban Thaen 4. Kaeng Khro 5. Khon San 6. Phakdi Chumphon 7. Noen Sa-nga 8. Sap Yai |